# Стефан Димитров (композитор)
Вижте пояснителната страница за други личности с името Стефан Димитров.
Стефан Михайлов Димитров е известен български композитор, поп певец и телевизионен продуцент, автор на поп и филмова музика. Съпруг е на поп певицата Богдана Карадочева.

## Биография
През 1972 г. завършва Теоретичния факултет на БДК.
Член на СБК.
Първата му композиция „Пея, защото искам, ако не искате – не слушайте“ е създадена по стихове на поетесата Блага Димитрова. Основател и музикален ръководител е на театър „4+4“.
От 1972 г. пее във вокална група „Студио В“. От същата година датира и първият запис на негова песен – „Тайни“ (изп. Емилия Маркова). След 1976 г. се утвърждава между водещите композитори в българската забавна музика с мелодични, актуални песни, които имат национален облик. Активно работи и като аранжьор за ЕО на БТР и различни групи. Популярни са и дуетите му с Богдана Карадочева („Остаряваме бавно“, „Следобедна песничка“, „Безнадежден случай“). За текстовете на своите песни сътрудничи с Михаил Белчев, Миряна Башева, Маргарита Петкова.
Между наградените му песни са: „Ладо ле“ (т. Захари Петров, изп. „Тоника“) – I награда – 1976 г., „Нека да е лято“ (т. Миряна Башева, изп. „Тоника“) – II награда – 1977; „По първи петли“ – (т. Михаил Белчев, изп. Васил Найденов) – II награда – 1980; „Моя любов“ (т. Михаил Белчев, изп. „Домино“) – I награда – 1985 г. – всички на фестивала „Златният Орфей“. На радиоконкурса „Пролет“ първа награда печели „Пролетна умора“ (т. Миряна Башева, изп. Братя Аргирови).
Автор е на песента „Да бъде ден“ (т. Михаил Белчев, изп. сборна формация), с която е ознаменувано основаването на Дружеството на българските естрадни изпълнители през 1985 г. За музиката на тази песен е удостоен със специалната награда на ЦК на ДКМС – 1986 .
Димитров е композитор на поп песни, някои от които са се превърнали в шлагери: „Нека да е лято“, „Дано“, „Всичко ми е наред“, „По първи петли“, „Сбогом, моя любов“, „И замириса на море", „Събота късен следобед", „Там". Работи като щатен аранжор в Биг бенда на БНР, композира оркестрови пиеси („Подарък за оркестър“), музика за тв спектакли („Рожденият ден на инфантата“), театрална и филмова музика („Зелените поля...“, „След края на света“, „Съдията“, „Патилата на Спас и Нели“, „Фатална нежност“. През 80-те работи с група „Вариант Б“ и „Домино“. Известен е с дуетите си с Богдана Карадочева, както и със сътрудничеството си с Васил Найденов, Емил Димитров, Лили Иванова, работил е и с „Тоника“. Текстове за песните му са писали поети като Михаил Белчев, Миряна Башева и Маргарита Петкова. През годините на творческата му кариера много от песните му печелят награди на фестивала „Златният Орфей“.
Работи в Обединение „Музика“ и Българското радио до 1992 година, когато става директор на Канал 1 на БНТ. През 1996 – 1997 г. е генерален директор на Нова телевизия, през 1997 г. – генерален директор на БНТ. До 2001 г. е бил изпълнителен директор на Нова телевизия. Членувал в Съвета за електронни медии.
Автор е на телевизионните предавания „Екип 4“, „Форум“ и „Преди новините“ по БНТ, а също и на „В 3 минути“, „На 4 очи“ и „Открито студио“ по Нова телевизия. Стефан Димитров създава почти всички песни за популярното актьорско трио „НЛО“.
През 2010 г. е издадена антологията „Колекция Стефан Димитров“, състояща се от 14 компактдиска на Стефан Димитров, съдържащи всичките му песни.
От 2010 г. до 2016 г. Стефан Димитров е директор на Програма „Христо Ботев“ на БНР.

## Дискография

### Студийни албуми
| Година | Албум                                                    | Вид  | Издател                 | Каталожен номер      |
| ------ | -------------------------------------------------------- | ---- | ----------------------- | -------------------- |
| 2010   | „Там след края на света“ – „Колекция Стефан Димитров 14“ | CD   | Music Distribution Ltd. | 55277                |
| 2010   | „Ех, Канада!“ – „Колекция Стефан Димитров 13“            | CD   | Music Distribution Ltd. | 55273                |
| 2010   | „Дано“ – „Колекция Стефан Димитров 12“                   | CD   | Music Distribution Ltd. | 55276                |
| 2010   | „Мъжът на 50“ – „Колекция Стефан Димитров 11“            | CD   | Music Distribution Ltd. | 55274                |
| 2010   | „Сбогом, моя любов“ – „Колекция Стефан Димитров 10“      | CD   | Music Distribution Ltd. |                      |
| 2010   | „Безнадежден случай“ – „Колекция Стефан Димитров 9“      | CD   | Music Distribution Ltd. | 55271                |
| 2010   | „Нова година“ – „Колекция Стефан Димитров 8“             | CD   | Music Distribution Ltd. | 55272                |
| 2010   | „Само за жени“ – „Колекция Стефан Димитров 7“            | CD   | Music Distribution Ltd. | 54963                |
| 2010   | „Нека да е лято“ – „Колекция Стефан Димитров 6“          | CD   | Music Distribution Ltd. | 54961                |
| 2010   | „И замирисва на море“ – „Колекция Стефан Димитров 5“     | CD   | Music Distribution Ltd. | 54964                |
| 2010   | „Всичко ми е наред“ – „Колекция Стефан Димитров 4“       | CD   | Music Distribution Ltd. | 54962                |
| 2010   | „Ракия гроздова“ – „Колекция Стефан Димитров 3“          | CD   | Music Distribution Ltd. |                      |
| 2010   | „Иване, Иване!“ – „Колекция Стефан Димитров 2“           | CD   | Music Distribution Ltd. | 54911                |
| 2010   | „Мъжът на 60“ – „Колекция Стефан Димитров 1“             | CD   | Music Distribution Ltd. | 54912                |
| 2009   | „Baby Blue“                                              | CD   | Стефан Димитров         |                      |
| 2007   | „Нека да е лято“ „Фамилия Тоника“ и Стефан Димитров      | CD   | Фондация Тоника         |                      |
| 2002   | „42 златни хита“                                         | 2 CD | Riva Sound              | RSCD 3058, RSCD 3068 |
| 1994   | „Дано!...“                                               | МС   | Мега музика             | 100 030 – 1          |
| 1987   | „Неизбрани песни“                                        | LP   | Балкантон               | ВТА 12104            |

#### Със „Студио В“
| Година | Албум      | Вид | Издател   | Каталожен номер |
| ------ | ---------- | --- | --------- | --------------- |
| 1981   | „Студио В“ | LP  | Балкантон | ВТА 10648       |
| 1975   | „Студио В“ | LP  | Балкантон | ВТА 1798        |

#### Песни в сборни албуми
| Година | Албум / Песен                                                                                       | Вид | Издател     | Каталожен номер |
| ------ | --------------------------------------------------------------------------------------------------- | --- | ----------- | --------------- |
| 1986   | „Sofia ‎– București“ – издадена в Румъния („Astenie De Primăvară“ – Blagovest Și Svetoslav Arghirov) | LP  | Electrecord | ST-EDE 03041    |
| 1980   | „Златният Орфей '80“ („По първи петли“ – Васил Найденов)                                            | LP  | Балкантон   | ВТА 10537       |
| 1979   | „Ще има връщане“                                                                                    | LP  | Балкантон   | ВАА 10259       |
| 1976   | „Златният Орфей '76“ („Ладо ле“ – ВГ „Тоника“)                                                      | LP  | Балкантон   | ВТА 1947        |
| 1974   | „3 От 8 – февруари“                                                                                 | SP  | Балкантон   | ВТК 3102        |
| 1973   | „ТВ „Обектив“ – Балкантон III“ („Тайни“ – ВИГ „Импулс“)                                             | SP  | Балкантон   | ВТМ 6566        |

## Награди
| Година | Награда                           | Песен / Изпълнител                                     | Фестивал                               | Град / Държава |
| ------ | --------------------------------- | ------------------------------------------------------ | -------------------------------------- | -------------- |
| 1999   | Наградата на СБФД                 | за музиката към филма „След края на света“             |                                        |                |
| 1986   | Специалната награда на ЦК на ДКМС | „Да бъде ден“ (изп. сборна формация)                   |                                        |                |
| 1985   | I награда                         | „Моя любов“ (изп. ВГ „Домино“)                         | Международен фестивал „Златният Орфей“ | Слънчев бряг   |
| 1984   | I награда                         | „Пролетна умора“ (изп. Благовест и Светослав Аргирови) | Радиоконкурс „Пролет“                  | София          |
| 1980   | II награда                        | „По първи петли“ (изп. Васил Найденов)                 | Международен фестивал „Златният Орфей“ | Слънчев бряг   |
| 1977   | II награда                        | „Нека да е лято“ (изп. ВГ „Тоника“)                    | Международен фестивал „Златният Орфей“ | Слънчев бряг   |
| 1976   | I награда                         | „Ладо ле“ (изп. ВГ „Тоника“)                           | Международен фестивал „Златният Орфей“ | Слънчев бряг   |

## Филмография (музика)
- „Пътят към Коста дел Маресме“ (2014)
- „Цахес“ (2010)
- „Магна Аура – изгубеният град“ (13-сер. тв, 2008)
- „Преследвачът“ (тв, 2008)
- „Приключенията на един Арлекин“ (4-сер. тв, 2007)
- „Време за жени“ (2006)
- „Ганьо Балкански се завърна от Европа“ (4-сер. тв, 2004)
- „Пътуване към Йерусалим“ (2004)
- „Хотел България“ (тв сериал, 2004)
- „Асистентът“ (2002)
- „Прости нам“ (тв, 2002)
- „Големите игри“ (10-сер. тв, 1999)
- „След края на света“ (1998)
- „Любовни сънища“ (1994)
- „Пантуди“ (1993)
- „Съдебни хроники“ (6-сер. тв, 1990 – 1993)
- „Фатална нежност“ (1993)
- „Кмете, кмете... “ (1990)
- „Немирната птица любов“ (1990)
- „Нон грата“ (3-сер. тв, 1990)
- „Забранено за възрастни“ (1987)
- „Ненужен антракт“ (1987)
- „Патилата на Спас и Нели“ (1987)
- „От другата страна на слънцето“ (1986)
- „Съдията“ (1986)
- „Пътят на музикантите“ (1985)
- „Зелените поля... “ (1984)
- „Почти ревизия“ (4-сер. тв, 1982)
- „Слънчеви пера“ (тв, 1981)
- „Вярност“ (2-сер. тв, 1980)